# Sergio Mantecón
Sergio Mantecón Martínez (Madrid, 8 giugno 1980) è un dirigente sportivo, allenatore di calcio ed ex calciatore spagnolo, di ruolo centrocampista, attuale team coordinator dell'Elche.

## Carriera
Nella stagione 2013-2014 ha debuttato nella massima serie del campionato spagnolo con l'Elche.

## Palmarès

### Club

#### Competizioni nazionali
- Segunda División (Spagna): 1

Elche: 2012-2013